# Francisc Vaștag
Francisc Vaștag est un boxeur roumain né le 26 novembre 1969 à Reșița.

## Carrière
Sa carrière amateur est principalement marquée par trois titres de champion du monde en 1989 (poids welters), 1993 et 1995 (poids super-welters) ainsi que par deux titres européens à Bursa en 1993 et à Vejle en 1996 dans la catégorie super-welters.